# Cnodocentron devayani
Cnodocentron devayani är en nattsländeart som beskrevs av Schmid 1982. Cnodocentron devayani ingår i släktet Cnodocentron och familjen Xiphocentronidae. Inga underarter finns listade i Catalogue of Life.